# Intoshia leptoplanae
Intoshia leptoplanae — вид прямоплавів родини Rhopaluridae.

## Поширення
Вид зустрічається на північному сході Атлантики біля узбережжя Франції,, Іспанії, Португалії.

## Спосіб життя
Вид є ендопаразитом морського плоского хробака Leptoplana tremellaris.